# Thoirette-Coisia
Thoirette-Coisia é uma comuna francesa na região administrativa da Borgonha-Franco-Condado, no departamento de Jura. Estende-se por uma área de 15.50 km². Em 2010 a comuna tinha 885 habitantes (densidade: 57,1 hab./km²).
Foi criada em 1 de janeiro de 2017, a partir da fusão das antigas comunas de Thoirette (sede da comuna) e Coisia.